# Ants (Vorname)
Ants ist ein männlicher Vorname. Es handelt sich um eine altestnische Ableitung von Hans.

## Namensträger
- Ants Antson (1938–2015), estnischer Eisschnellläufer
- Ants Järv (1928–2019), estnischer Literatur- und Theaterwissenschaftler
- Ants Laaneots (* 1948), estnischer General
- Ants Laikmaa (1866–1942), estnischer Maler
- Ants Lauter (1894–1973), estnischer Schauspieler
- Ants Mängel (* 1987), estnischer Badmintonspieler
- Ants Nisu (* 1950), estnisch-sowjetischer Boxer
- Ants Oidermaa (1891–1941), estnischer Journalist
- Ants Oras (1900–1982), estnischer Literaturwissenschaftler
- Ants Piip (1884–1942), estnischer Politiker
- Ants Saar (1920–1989), estnischer Parteifunktionär
- Ants Väravas (1937–2018), estnisch-sowjetischer Radrennfahrer